# Talamanca-hegyikolibri
A Talamanca-hegyikolibri (Lampornis cinereicauda)  a madarak (Aves) osztályának a sarlósfecske-alakúak (Apodiformes) rendjéhez, ezen belül a kolibrifélék (Trochilidae) családjához tartozó faj.

## Rendszerezése
A fajt George Newbold Lawrence amerikai amatőr ornitológus írta le 1867-ben, az Oreopyra nembe Oreopyra cinereicauda néven. Egyes szervezetek szerint a változékony hegyikolibri (Lampornis castaneoventris) alfaja Lampornis castaneoventris cinereicauda néven.

## Előfordulása
Közép-Amerikában, Costa Rica és Panama területén honos. Természetes élőhelyei a szubtrópusi és trópusi síkvidéki és hegyi esőerdők, valamint másodlagos erdők. Magaslati vonuló faj.

## Megjelenése
Testhossza 10–11,5 centiméter, testtömege 4,7-6,2 gramm.
|  |  |

## Természetvédelmi helyzete
Az elterjedési területe kicsi, egyedszáma ismeretlen, de még nem éri el a kritikus szintet. A Természetvédelmi Világszövetség Vörös listáján nem fenyegetett fajként szerepel.

## További információ
- Képek az interneten a fajról
- Xeno-canto.org - a faj hangja és elterjedési területe